# Mary Beats Jane
Mary Beats Jane war eine schwedische Metal-Band.

## Bandgeschichte
Mary Beats Jane wurde von Peter Asp (Schlagzeug), der zu dieser Zeit auch bei der Doom-Metal-Band Stillborn aktiv war, den Gitarristen Magnus Nyberg und Urban Olsson, sowie dem Bassisten Tommy Apelquist 1991 in Göteborg gegründet. Der ungewöhnliche Bandname („Mary schlägt Jane“) basierte auf Streitereien zwischen zwei Freundinnen der Bandmitglieder.
Nach dem Einstieg von Sänger Peter Dolving nahm die Band das Demo Hulk / Dead auf, das vor allem in der damaligen Skater-Szene beliebt war. Es sollten noch zwei weitere Jahre vergehen, bevor sie das selbstbetitelte Debütalbum an den Start bringen konnten. Das Album wurde vom Major-Label Universal verlegt. Die Musik ist neuartiger Thrash Metal im Stile von Machine Head mit Anleihen aus dem 1970er Hard Rock und der Punkmusik. In ihrer Heimat wurden sie für das Album mit dem Grammis, dem „schwedischen Grammy“, ausgezeichnet.
1997, mit dem Nachfolger Locust, geriet Mary Beats Jane in die Grunge-Welle und glich ihren Stil an. Außerhalb ihres Heimatlandes blieb die Band allerdings erfolglos und löste sich 1998 auf. Peter Dolving stieg daraufhin bei The Haunted als Sänger ein.

## Diskografie
- 1992: Hulk / Dead (Demo)
- 1994: Grind (Single)
- 1994: Mary Beats Jane (Album)
- 1997: Locust (Album)